# Мажуков, Денис Алексеевич
Денис Алексеевич Мажуко́в (род. 2 января 1973, Москва, СССР) — российский пианист и певец, композитор.

## Биография
Родился в семье композитора Алексея Мажукова (1936—2011), автора множества шлягеров советской эстрады.
В 6 лет начал слушать пластинки госпела и параллельно стал учиться играть на фортепиано, в 9 лет впервые услышал Элвиса Пресли, в возрасте 11 лет — начал выступать в телепередачах, а в 14 лет выпустил миньон на «Мелодии».
Закончил эстрадно-джазовый факультет по классу фортепиано Музыкального училища имени Гнесиных, где его педагогом был Даниил Крамер.
В 1984 году с собственной песенкой «Воздушный шарик» дебютировал на телевидении в новогодней музыкальной программе «Добро пожаловать»
В 1985-1987 годах снимался в передачах «А ну-ка, девушки!», «До 16 и старше…».
В 1988 году вышел виниловый миньон «Диско-клуб 7-го „Д“. Песни Дениса Мажукова».
В 1989 году стал участником ансамбля «Старая гвардия».
В 1993 году лидер группы «Браво» Евгений Хавтан пригласил Мажукова в состав своей группы в качестве пианиста-клавишника, он участвовал в записи альбома «Московский бит» и играл и пел в группе в течение 1993—1994 годах.
В 1994 году создал собственную группу «Off Beat», дебют состоялся 12 августа 1994 года в московском клубе «Алябьев». Первый состав группы состоял из бывших участников группы «Браво»: Игорь Данилкин (барабаны), Валерий Гелюта (гитара), Дмитрий Гайдуков (бас-гитара).
В 1996 год, вместе с музыкантом Алексеем Блохиным Мажуков на радиостанции «Юность» в эфире «Молодежного канала» вёл авторскую музыкальную программу «Три правильных аккорда» — о рок-н-ролле и блюзе. Программа выходила в течение 1996 года.
В течение 1997 года участвовал в концертах с Джерри Ли Льюисом, Чаком Берри (как его пианист), Ли Рокером. «Ты играешь так же, как я в молодости», — сказал Мажукову после выступления Джерри Ли Льюис.
В мае 2001 года дал концерт в зале «Миллениум» в Нью-Йорке, затем, через несколько дней ещё один концерт на Манхэттене в клубе Orange Bear.
С 2006 года начал активно гастролировать.
В 2008-2011 гг. гастролирует в США, где Дениса Мажукова стали называть "The Russian King Of Rock-n-roll". 
В 2011 году записывается в легендарной студии Sun Studio (Sun Records) в г. Мемфисе (штат Теннесси).
С 2011 года Дениса Мажукова приглашают в Европу на международные фестивали буги-вуги.
В 2014 году стал финалистом ТВ-шоу «Артист» на телеканале Россия-1.
В августе 2015 года Денис Мажуков выступал в статусе «хедлайнера» на закрытии девятидневного фестиваля рок-н-ролла в Европе «Summer Jamboree Rock-n-roll festival».
В 2016-2025 гг. выступает с программами «Джаз-энд-ролл», «Хор! Джаз! Рок-н-ролл!», "Сделано в СССР", с симфоническими оркестрами.

## Студийные альбомы
- 1987 — Диско-клуб 7-го «Д». Песни Дениса Мажукова
- 1995 — ОффБит
- 2001 — That’s What I Am
- 2006 — Rockin’ at the Top
- 2008 — Denis Mazhukov and Jacknife plays Rock'n'roll
- 2011 — Rockin’ All Day and Night
- 2012 — Viva Las Vegas
- 2013 — The Best
- 2014 — Денис Мажуков
- 2015 — Live from Legend studio
- 2016 — Rock-n-roll live in Mirande, France
- 2019 — Boogie Woogie Party
- 2021 — Live in studio
- 2022 — Boogie Woogie Party
- 2024 — Просто для тебя